# Kolbotn
Kolbotn é o centro de Oppegård, Noruega e tem uma população de cerca 6000 habitantes.
A banda de Black Metal Darkthrone, foi formada em Kolbotn em 1986, assim como a menos conhecida Obliteration (Death Metal).
O time de futebol Kolbotn IL é um dos principais do país. Em 2006, o time feminino foi campeão da liga norueguesa, a Toppserien. O time inclui as jogadoras da seleção norueguesa Solveig Gulbrandsen, Trine Rønning, Christine Colombo Nilsen e Isabell Herlovsen. A atacante Rebecca Angus do Middlesbrough da Noruega também joga na equipe.